# 以色列时报
《以色列时报》（英語：The Times of Israel）是一家总部位于以色列的英语線上報紙，于2012年正式推出。它由记者大卫·霍罗维茨和美国对冲基金经理塞思克·拉曼共同创立，他也是创始编辑。該媒體聚焦 "以色列、中东和整个犹太世界的发展"。除了最初的英文网站，以色列时报還推出阿拉伯语、法语和波斯语版本。2019年5月1日，該媒體推出了希伯来语新闻网站Zman Yisrael 。